# Cascabulho
Cascabulho é um grupo recifense de manguebeat, fundindo ritmos tradicionais, tais como o coco, o baião e o maracatu. O grupo existe desde 1995, e é um nome conhecido do gênero manguebeat, sendo indicado ao Grammy Latino pelo disco "É Caco de Vidro Puro".

## Biografia
O grupo surgiu com um trabalho que girava em torno do mito de Jackson do Pandeiro, sem, no entanto, prender-se a ele e deixar de aflorar a personalidade singular "cascabulhesca". 
Formado, inicialmente, por Silvério Pessoa (percussão e voz), Jorge Martins (percussão e vocal), Marcos Lopes (percussão, guitarra e vocal), Wilson Farias (percussão, bateria e vocal), Kléber Magrão (percussão, teclado e vocal) e Lito Viana (baixo, cavaquinho e vocal), o Cascabulho foi a revelação do Abril Pro Rock em 1997, participou do Free Jazz Festival deste mesmo ano e, ainda sem ter gravado um CD, viajaram para a Europa e Canadá.
Em 1998 lançaram, ainda com a primeira formação, o CD Fome Dá Dor de Cabeça. Com esse disco, ganharam o Prêmio Sharp de Melhor Álbum Regional e Melhor Canção Regional, com a música Quando Sonhei que era Santo.
No ano 2000, Silvério Pessoa deixa a banda, buscando uma carreira solo, pondo em dúvida a continuidade do grupo. Mas, o grupo seguiu com uma nova formação.
O CD Fome Dá Dor de Cabeça foi lançado em 2000 na Europa, pelo selo Piranha Records, e no Japão, pela Nikita Records.
Com Kléber Magrão na voz, Marcos Lopes na guitarra e viola e Jorge Martins na percussão - estes remanescentes da formação original, junto com Alexandre Ferreira (voz, baixo, flauta, sax alto e pífanos), Emanuel Santana (voz, flauta e pífano) e Guga Santos (percussão), foi gravado o segundo CD, É Caco de Vidro Puro. O segundo CD mantém a fusão de ritmos tradicionais e elementos pop. Traz, em sua mistura, benditos, cavalo-marinho, boi, maracatu, baião, cocos, música de jurema (espécie de candomblé com elementos indígenas), permeados, não raramente, por arranjos jazzísticos. Conta ainda com as participações especiais de Tom Zé, Fred 04, Marcos Suzano e Nana Vasconcelos.
Agora com Kléber Magrão (voz), Alexandre Ferreira (Sax, pífanos, violões e vocais), Ebel Perrelli (Bateria), Léo Lira (Violão, gitarras e vocais), Jackson Rocha Jr (Baixos e vocais) e João Alencar (Percussões), o grupo lanção o novo CD, Brincando de Coisa Séria, em 2008. O CD traz participações especiais como: Zeca Baleiro, Júnior Tostoi e Carlos Malta.

## Participação em eventos
Ao longo de sua trajetória, o grupo participou de vários eventos, recebendo inclusive prêmios de destaque no cenário musical nacional e internacional. 
- Festival Abril pro Rock, Recife, em 1997;
- Free Jazz Festival, Rio de Janeiro em 1997;
- Summer Stage Festival, no Central Park, Nova York, EUA;
- Prêmio Sharp, em 1998 e 1999, como vencedor do prêmio em duas categorias: Melhor Grupo Regional e Melhor Música na Categoria Regional, com a faixa "Quando Sonhei que era Santo", do disco Fome dá dor de Cabeça;
- Jogos Panamericanos, em 1999, representando o Brasil nas comemorações dos Jogos Panamericanos em Winnipeg, Canadá;
- Turnê de 30 dias pelo Canadá, em 1999;
- Montreal Jazz Festival, em Montreal;
- Folk Festival, em Vancouver;
- World Music Exposition - WOMEX,  em 1999, Berlim, Alemanha;
- Turnê de 20 dias pelos Estados Unidos, em 2000;
- New Orleans Jazz Festival, em 2000, New Orleans;
- Louisiana International Festival, em 2000, na cidade de Lafayette;
- X Festival de Inverno de Garanhuns, em 2000;
- Jacksons Paraibanos - I Encontro de Música Popular da Paraíba, que aconteceu em João Pessoa, em agosto de 2000;
- Circuito Cultural Banco do Brasil, em 2001, Recife, na praia de Boa Viagem;
- Festival Jardim Cultural, em 2001, Belo Jardim;
- Jacksons Paraibanos- II Encontro de Música Popular da Paraíba;
- XII Festival de Inverno de Garanhuns, em 2002;
- Indicação ao Grammy Latino, em 2004, do disco É Caco de Vidro Puro, como melhor CD de música de raízes brasileiras;
- Circuito do Frio 2005, Gravatá, Pernambuco;
- Rio de Janeiro, Teatro Sérgio Porto, Programa Atitude.com, Janeiro de 2006;
- Programa Sr. Brasil – TV Cultura, (Acompanhando Gilberto Gil)
- Programa Som Brasil - Rede Globo 2011

## Formação
- Alexandre Ferreira - saxofones, pífanos, violões e vocais
- Ebel Perrelli - Bateria
- Rapha Groove - baixos e vocais
- Léo Oroska - Percussões
- Kléber Magrão - voz e vocais
- Léo Lira - Violão, gitarras e vocais

## Discografia
- 1998 - Fome dá dor de cabeça
- 2004 - É caco de vidro puro
- 2008 - Brincando de coisa séria
- 2014 - O dia em que o samba perdeu pra feijoada

### Participações
- Baião de Viramundo - Tributo a Luiz Gonzaga (2000)
- Reginaldo Rossi - Um Tributo (2000), cantando Deixa de Banca (Borogodá)Referências

1. 1 2 3 4  «Cascabulho lança turnê de 20 anos no Sonido Projeto - Brasileiríssimos». Brasileiríssimos. 16 de setembro de 2015